# Loulou Oderkerk
Maria Johanna (Loulou) Oderkerk (Velsen, 2 februari 1922 – Amsterdam, 1996) was een Nederlandse verzetsvrouw in de Tweede Wereldoorlog.

## Verzet
In 1943 studeerde Oderkerk aan de Hervormde Kweekschool op de Plantage Middenlaan in Amsterdam. Uit haar lokaal keek zij uit op de Hollandsche Schouwburg, een verzamelplaats waarvandaan Joden via Kamp Westerbork en Kamp Vught gedeporteerd werden naar de vernietigingskampen van nazi-Duitsland. Kinderen tot dertien jaar moesten deportatie afwachten in de naast de kweekschool gelegen crèche. Omdat die opvang vol was, mochten de baby’s hun middagdutje in de kweekschool doen. Bij haar examen ontmoette zij verzetsstrijder Gezina van der Molen, die ter plekke besloot zo veel mogelijk baby's te redden. Ze werd haar assistente en een van de vijf ‘kinderwerkers’ van de Trouwgroep, die in totaal zo’n tachtig Joodse kinderen wegsmokkelden en onderbrachten in eigen kring. Dit werd later bekend als de kindersmokkel Hollandsche Schouwburg.
Vanaf de zomer van 1943 werkte ze als koerierster voor Trouw. Op 4 oktober 1944 logeerde zij op Biesboschstraat 5/1 bij haar vriendin, de koerierster Agnes Oosterheert, toen de Ordnungspolizei en Sichterheitspolizei daar een inval deden. Behalve Loulou en Agnes waren aanwezig de verzetsmensen Jantje en Petrus Oosterheert (de ouders van Agnes), Agnes' verloofde Roel Looij, Jan Goldschmeding en Leo Dijksterhuis.
Agnes Oosterheert wist te ontsnappen. Jan Goldschmeding en Leo Dijksterhuis werden op 11 oktober 1944 gefusilleerd in Wormerveer, Roel Looij en zijn schoonvader Petrus Oosterheert werden op 23 oktober aan de Apollolaan doodgeschoten. Loulou Oderkerk en Jantje Oosterheert werden in het hoofdkwartier van de SD aan de Euterpestraat verhoord en gemarteld. Twee dagen later werd Oderkerk gevangengezet in de Weteringschansgevangenis. Aanvankelijk moest ze in de keuken van de Euterpestraat werken, maar na het geallieerde bombardement van 26 november 1944 werd ze tewerkgesteld in de keuken van Huize Lydia. Daaruit wist ze op 7 januari 1945 via een deur in de kelder te ontsnappen. Ze dook onder en ging coördinerend werk doen voor de Trouwgroep. Aan het eind van de oorlog werkte ze op de administratieve afdeling van Trouw in Utrecht.

## Naoorlogse jaren
Enkele maanden na de oorlog hoorde Oderkerk dat haar verloofde Willem Ottervanger, die in mei 1944 gearresteerd was, was omgekomen in concentratiekamp Neuengamme. Ze vertrok naar Frankrijk om als au pair te werken en tot rust te komen. In 1947 trouwde ze met Kees Streef, die ze had ontmoet op het Trouwkantoor in Utrecht. Hij had net als zij gevangen gezeten en was ontsnapt. Ze gingen aan de Bos en Lommerweg wonen en kregen drie kinderen.
Toen ze twaalf jaar getrouwd waren, bleek Kees Streef een aneurysma te hebben achter zijn oogzenuw, dat mogelijk mede veroorzaakt was door een kogel in zijn long. Hij raakte gehandicapt, leed aan afasie en werd kinderlijk. Het gezin kwam in de bijstand tot het uiteindelijk een uitkering voor oud-verzetsdeelnemers kreeg van Stichting 1940-1945. Loulou verzorgde hem tot zijn dood in 1991. Ondanks een oorlogstrauma probeerde ze het beste van haar leven te maken, deed vrijwilligerswerk en zette zich in voor beter invalidenvervoer. 
Tot haar dood bleef ze haar schuilnaam ‘Loulou’ als voornaam gebruiken. Ze overleed op 74-jarige leeftijd aan darmkanker.